# Padraig O'Keeffe
Padraig O'Keeffe (Iers : Pádraig Ó Caoimh) (Gleantan, Castleisland, County Kerry, 1887 - 22 februari 1963) was een Ierse traditionele violist.
O'Keeffe werd geboren in een groot gezin, in een plaats waar zijn vader de plaatselijke schooldirecteur was. Hij werd opgevoed door zijn grootouders van moederszijde. Het gebied, onderdeel van de Sliabh Luachra regio, was bekend door de traditionele muziek en Padraig leerde daar viool spelen op het instrument van zijn oom Cal. Hij ging in 1915 naar Dublin om een opleiding te volgen als schoolmeester met de bedoeling weer les te geven in zijn vaders oude school. Hij was niet gelukkig met die baan en stopte omstreeks 1920.
De rest van zijn leven bracht hij door met onderwijs geven en het spelen op de viool in zijn kenmerkende stijl. Hij componeerde ook een aantal nummers waaronder Johhny Cope, een zesdelige variant op een traditionele Keltische melodie. Hij speelde regelmatig in Lyon's pub Jack in Scartaglen. Onder zijn leerlingen waren Denis Murphy , zijn zus Julia Clifford en Johnny O'Leary. Zijn muziek werd verzameld in 1947-1949 door Séamus Ennis en later door Seamus MacMathuna. Deze opnamen zijn uitgezonden op Radio Eireann (RTE), en later opnieuw gebruikt door de BBC in 1952. De opnamen uit  de jaren 1940 werden later uitgegeven in 1983 op een CD Padraig O'Keeffe: De Sliabh Luachra Fiddle Master.
Pádraig O'Keeffe is waarschijnlijk de belangrijkste en meest invloedrijke Munster fiddlespeler van de 20ste eeuw. Hij ging meer dan 40 jaar van huis tot huis in het Sliabh Luachra gebied, om de muziek aan zijn leerlingen te onderwijzen. Pádraig speelde slides en polka's voor dansers.  Hij leerde een aantal nummers van Coleman en Morrison uit 78 toeren platen en zijn spel was opmerkelijk met de nummers: O Rahilly's Grave, Caoine Ui Neill en Caoine Uí Dhomhnaill.
- International Standard Name Identifier: 0000 0000 4157 2276
- Library of Congress Control Number: no98120420
- MusicBrainz: f118b4d5-c344-4138-bbfc-70fd3c716cd0
- Nederlandse Thesaurus van Auteursnamen: 341674257
- Virtual International Authority File: 56237401
- WorldCat: E39PBJghrFtRbkP3k4g3Pvx4bd